# رونالد فيربانك
كان آرثر أنيسلي رونالد فيربانك (من مواليد 17 يناير من عام 1886، وتوفي في 21 مايو من عام 1926) روائيًا إنجليزيًا خلّاقًا. تشتمل رواياه القصيرة الثمانية، المستوحاة بشكل جزئي من أتباع المذهب الجمالي اللندنيين في تسعينيات القرن التاسع عشر، وخصوصًا أوسكار وايلد، على الحوار بشكلٍ أساسي، مع إشارات إلى الدين والطبقية الاجتماعية إضافة إلى النشاط الجنسي.

## السيرة الذاتية
وُلد آرثر أنيسلي رونالد فيربانك في 17 يناير من عام 1886، في شارع كلارجيس، في مدينة وستمنستر في لندن، لعضو البرلمان البريطاني، السير توماس فيربانك، وليدي فيربانك (ليدي هاربيت جين جاريت قبل الزواج). كان لرونالد ثلاثة أخوة، وهم جوزيف سيدني (من مواليد عام 1884)، وهوبرت سومرست (من مواليد عام 1887)، وهيذر (من مواليد عام 1888). التحق فيربانك في سن العاشرة بمدرسة أبنغهام لفترة وجيزة (من شهر سبتمبر من عام 1900، وحتى شهر أبريل من عام 1901)، انتقل بعدها إلى كلية ترينيتي هول في جامعة كامبريدج. اعتنق فيربانك، عام 1907، الكاثوليكية الرومانية. غادر كامبريدج عام 1909 دون الحصول على شهادة. سافر فيربانك (معتمدًا بذلك على الأموال التي ورثها عن عائلته) حول إسبانيا وإيطاليا ودول الشرق الأوسط وشمال أفريقيا. كان رونالد فيربانك منفتحًا حول موضوع مثليته الجنسية، وكان خجولًا بصورة مزمنة، ومستهلكًا للكحول وللقنب الهندي. توفي في روما عن عمر يناهز 40 عامًا بعد إصابته بمرض رئوية، ودُفن في مقبرة كامبو فيرانو.

## أعماله
نشر فيربانك قصته الأولى، «أوديت دانتريفيرنيس»، عام 1905، قبل التحاقه بجامعة كامبريدج. ألف بعدها سلسلة من الروايات، كان من بينها «الأميرة المصطنعة» (التي ألفها عام 1915، ونُشرت بعد وفاته في عام 1934)، ورواية «الخُيلاء» التي تعتبر أطول مؤلفاته، ورواية «بخصوص غرابة الكاردينال بيريلي» (التي ألفها عام 1926، ونُشرت بعد وفاته أيضًا).
تدور أحداث رواية ميول التي ألفها عام 1916، بشكل رئيسي في اليونان، حيث تسافر مابيل كولينز البالغة من العمر 51عامًا، مع وصيتها الآنسة أوبروكومور. تهرب مابيل مع كونت إيطالي، في حدث يُعتبر حبكة ثانوية في القصة. تكمن أهمية الرواية، تمامًا كما كل أعمال فيربانك، في الحوار. ألف فيربانك، في عام 1917، رواية كابريس.
بُنيت قصة رواية فالماوث (التي ألفها فيربانك عام 1919) على قصص حياة عددٍ من الأشخاص، الذين يسكنون منتجعًا صحيًا في الساحل الغربي لإنجلترا. أغلب سكان المنتجع هم من المعمرين (كانت آخر مرة أذهب فيها إلى المسرحية مع تشارلز الثاني، ومع لويز دي كويرويل، لمشاهدة بيترتون وهو يؤدّي دور شيرلوك). ترتبط الحبكة الثانوية للقصة بمحاولات سيدتين مسنتين وهنّ، السيدة هيرستبيربوينت، والسيدة ثوروفير، لتزويج وريث منزل هير هاتش، الكابتن ديك ثوروفير. تعشق ابنة المزارع، ثيتيس توكي، الكابتنَ ثوروفير، المخطوب لإمرأة سوداء، نيري إيسثير، بشكلٍ هستيري، لكنه يفضل صديقه المقرب، جاك ووروود، على كلتا الفتاتين. تبني السيدة ياجنافالكيا، في تلك الأثناء، تحالفًا مع السيدة المعمرة، بارفيولا دي بانزوست، ومع ديفيد توكي، شقيق الفتاة ثيتيس. أعطت المسرحية الموسيقية المبنية على الرواية، والتي ألفتها ساندي ويلسون عام 1958، بعض الشعبية للرواية في ستينيات القرن العشرين، وأُعيد إحياءها عدة مراتٍ، وسُجلت على قرص مضغوط.

## روابط خارجية
- رونالد فيربانك على موقع الموسوعة البريطانية (الإنجليزية)
- رونالد فيربانك على موقع ميوزك برينز (الإنجليزية)